# 高免町
高免町（こうめんちょう）は、鹿児島県鹿児島市の町。旧大隅国大隅郡桜島郷高免村、鹿児島郡東桜島村大字高免。郵便番号は891-1402。人口は150人、世帯数は93世帯（2020年4月1日現在）。面積は7.8平方キロメートル。

## 地理

高免町の全体が安永溶岩に覆われている

桜島の東部に位置する。町域の西方に桜島白浜町、東方から南方にかけて黒神町に接しており、海岸部を鹿児島県道26号桜島港黒神線が通っている。鹿児島湾と約80メートルの落差がある急崖の間に集落があり、その崖の上に台地が広がる。
安永8年に発生した安永大噴火によって発生した溶岩流が固化してできた安永溶岩が町域のほぼ全体を覆っている。桜島白浜町から高免町にかけての海岸にはアコウやタブノキの樹林が形成されている。また、園山地区を中心とする文明年間の噴火による溶岩地帯はクズやタブノキなどに覆われており、安永年間の噴火による溶岩地帯では照葉樹低木林とクロマツの植林地となっている。
町域内には鹿児島市立高免小学校が所在しているが、児童数の減少に伴って1993年（平成5年）3月末より休校となっている。また、辺地に係る公共的施設の総合整備のための財政上の特別措置等に関する法律に基づき高免町の全域が「高免辺地」に指定されている。

### 自然公園・自然保護地区
高免町の全域が国立公園である霧島錦江湾国立公園の区域に指定されており、特別区域特別保護地区（桜島山頂）・第1種特別地域（桜島北斜面）・第2種特別地域（桜島北及び東斜面）・第3種特別地域（桜島北及び東麓）・普通地域から構成される。

## 歴史

### 高免の成立と江戸時代
高免という地名は江戸時代より見え、大隅国大隅郡桜島郷（外城）のうちであった。高免は「向面」とも書かれた。村高は「天保郷帳」では5石余、「郡村高辻帳」では5石余、「三州御治世要覧」では24石余、「旧高旧領取調帳」では4石余であった。
安永8年（1779年）に発生した安永大噴火では高免村と古里村（現在の古里町）を結ぶ線上に火口が現れた。集落には火山弾が直撃し家々は炎上して焼失した。村民らは国分・福山・加治木・帖佐・鹿児島へ避難し、火口に近かったものの死者はなかった。なお、噴火当時の向面村の集落の位置については諸説あり、文明溶岩と安永溶岩に覆われていることから特定できていない。高免村の沖では海底が隆起し、安永9年（1780年）までに8つの島が現れた。うち新島など4つの島が現存し、安永諸島と呼ばれている。
1887年（明治20年）4月2日には「 鹿兒島縣下分郡ノ件」（明治20年勅令第7号）により大隅郡が南北に分割され、高免村は北大隅郡の所属となった。

### 町村制施行以後
1889年（明治22年）4月1日に町村制が施行されたのに伴い桜島の東半分の区域にあたる湯之村、野尻村、古里村、有村、黒神村、高免村、瀬戸村、脇村の区域より北大隅郡東桜島村が成立した。それまでの高免村は東桜島村の大字「高免」となった。1897年（明治30年）4月1日には「 鹿兒島縣下國界竝郡界變更及郡廢置法律」（明治29年法律第55号）によって北大隅郡が鹿児島郡に統合され、東桜島村は鹿児島郡のうちとなった。
1914年（大正3年）1月12日に桜島の爆発が発生し、噴煙は高さ約1万メートルに及んだ（大正大噴火）。爆発当時の高免の人口は300人、戸数は47戸であった。
高免の住民らは11日の夜に地割れや井戸水の水位上昇を確認しており、それを受けて12日の朝には浜之市（現在の霧島市隼人町真孝）へ船で避難し、その後列車で吉松村（現在の湧水町）へ避難した。残留者も船によって救出されており犠牲者はなかった。噴火後、高免に設置されていた宮原小学校の分校（現在の鹿児島市立高免小学校の前身）は5月1日に授業を再開した。また、避難した高免の住民のうち3戸は北種子村（現在の西之表市）の官有地へ移住したほか、有明・志布志や、福山・恒吉・野方、郡山・蒲生・国分などに任意移住した。
1950年（昭和25年）10月1日には東桜島村が鹿児島郡伊敷村とともに鹿児島市に編入された。同年10月18日に鹿児島県公報に掲載された鹿児島県の告示である「 鹿兒島市の一部大字の變更」により、東桜島村が鹿児島市に編入された10月1日に大字高免の区域より新たに鹿児島市の町「高免町」が設置された。
また、この頃の高免と他の集落とを結ぶ交通手段として仕立船と呼ばれる不定期航路があった。市町村合併までは東桜島村、市町村合併後は鹿児島市が運営を行っており、貨客の輸送を行っていた。1957年（昭和32年）に自衛隊によって桜島一周道路が建設されると、1962年（昭和37年）には西桜島村営バスが黒神（現在の黒神町）まで運行されるようになった。1963年（昭和38年）には鹿児島市交通局が運営する鹿児島港・黒神間の黒神航路に新造船「ひまわり」が就航し、1時間20分で結んだ。しかし、道路の開通によるバスや自家用車の利用が進んだことにより鹿児島市は黒神航路の廃止を検討した。「ひまわり」の航路権が鹿児島県内において交通事業を行っている岩崎産業の手に渡るのを憂れた西桜島村（のちの桜島町、現・鹿児島市）は、1968年（昭和43年）に旅客定期航路事業として黒神航路を鹿児島市から移管した。移管後は桜島町によって運航されていた黒神航路であったが、移管から8年後となる1976年（昭和51年）3月26日をもって黒神航路のうち浦之前・新島間（現在の行政連絡船「しんじま丸」の区間）を除いて全区間の運航が終了した。
1988年（昭和63年）8月22日から23日にかけて鹿児島地方を襲った局地豪雨によって高免町では8か所の崖崩れが発生した。高免消防団は22日の22時30分に避難勧告の呼びかけを行っていたが、23日の0時10分ごろに発生したがけ崩れによって死者1名、負傷者3名、家屋の全壊2戸・半壊1戸の被害を受けた。また、東桜島消防分遣隊によれば1976年（昭和51年）から1987年（昭和62年）までの間に高免町では18件のがけ崩れが発生している。

## 人口
以下の表は国勢調査による小地域集計が開始された1995年以降の人口の推移である。
| 年                 | 人口 |
| ------------------ | ---- |
| 1995年（平成7年）  | 307  |
| 2000年（平成12年） | 247  |
| 2005年（平成17年） | 246  |
| 2010年（平成22年） | 203  |
| 2015年（平成27年） | 158  |

## 施設

### 教育
- 鹿児島市立高免小学校（1993年（平成5年）3月末より休校[13]）[49]

### 寺社
- 若宮神社

## 教育

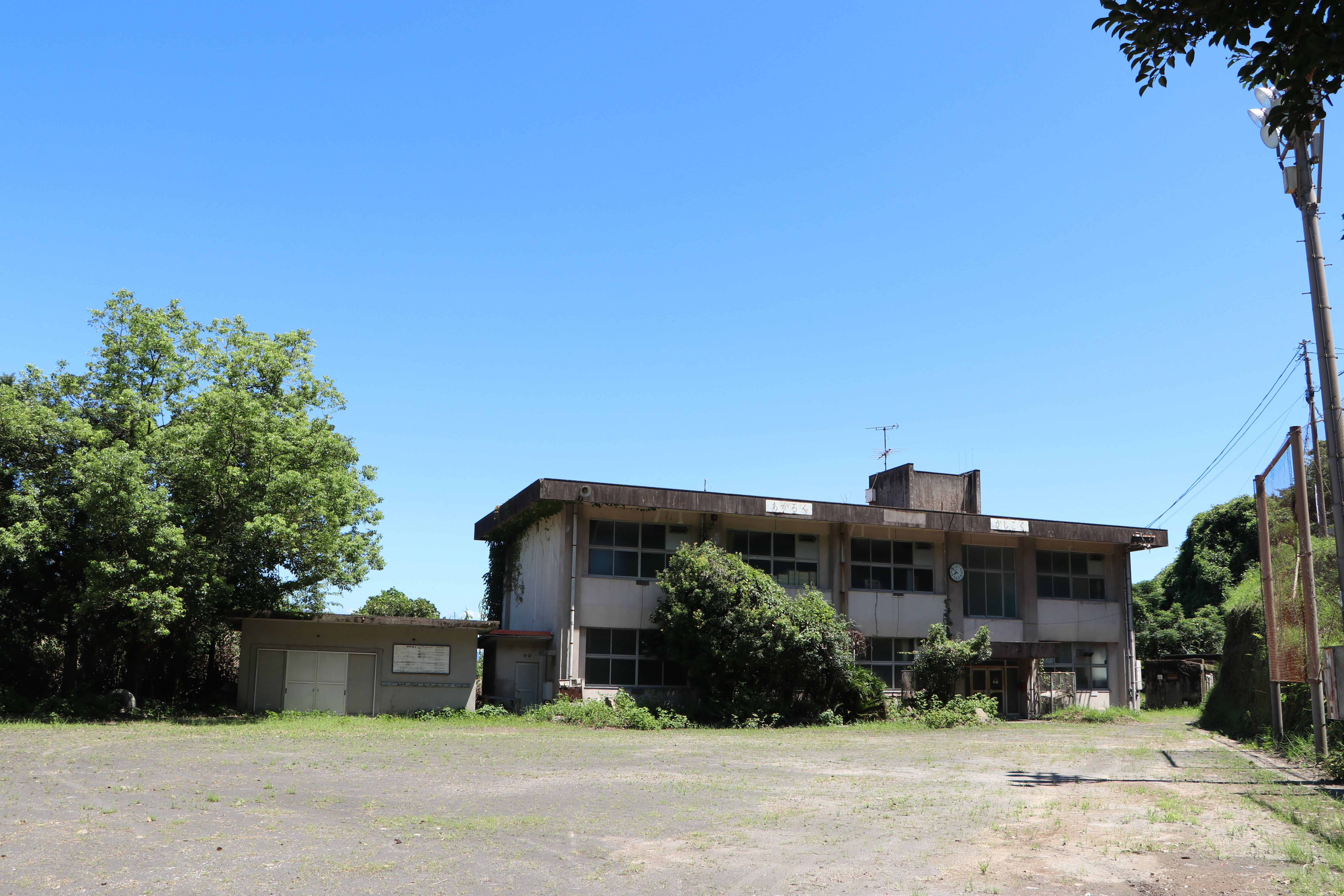
鹿児島市立高免小学校（休校中）

高免町には「鹿児島市立高免小学校」が設置されているが、児童数の減少に伴って1993年（平成5年）3月末より休校となっている。

### 高免小学校
「鹿児島市立高免小学校」は、高免町32番地にある小学校である。1902年（明治35年）に宮原小学校（現在の鹿児島市立黒神小学校の前身）の分教場として開設され、1914年（大正3年）には宮原小学校の分教場から独立した。1950年（昭和25年）に東桜島村が鹿児島市に編入されたのに伴い鹿児島市立となった。1989年（平成元年）5月1日現在では児童数11名・学級数3であり当時の鹿児島市の小学校としては最小規模であった。1993年（平成5年）3月末より休校となっている。休校の理由として鹿児島市は鹿児島市史第5巻において「休校時の児童数は2名であり、今後も新たな入学者が見込めないため」としている。

### 小・中学校の学区
市立小・中学校に通う場合、学区（校区）は以下の通りとなる。
| 町丁   | 番・番地       | 小学校                                                  | 中学校               |
| ------ | -------------- | ------------------------------------------------------- | -------------------- |
| 高免町 | 1-399          | 鹿児島市立黒神小学校 （鹿児島市立高免小学校（休校中）） | 鹿児島市立黒神中学校 |
| 高免町 | 浦之前、東園山 | 鹿児島市立黒神小学校                                    | 鹿児島市立黒神中学校 |

## 交通

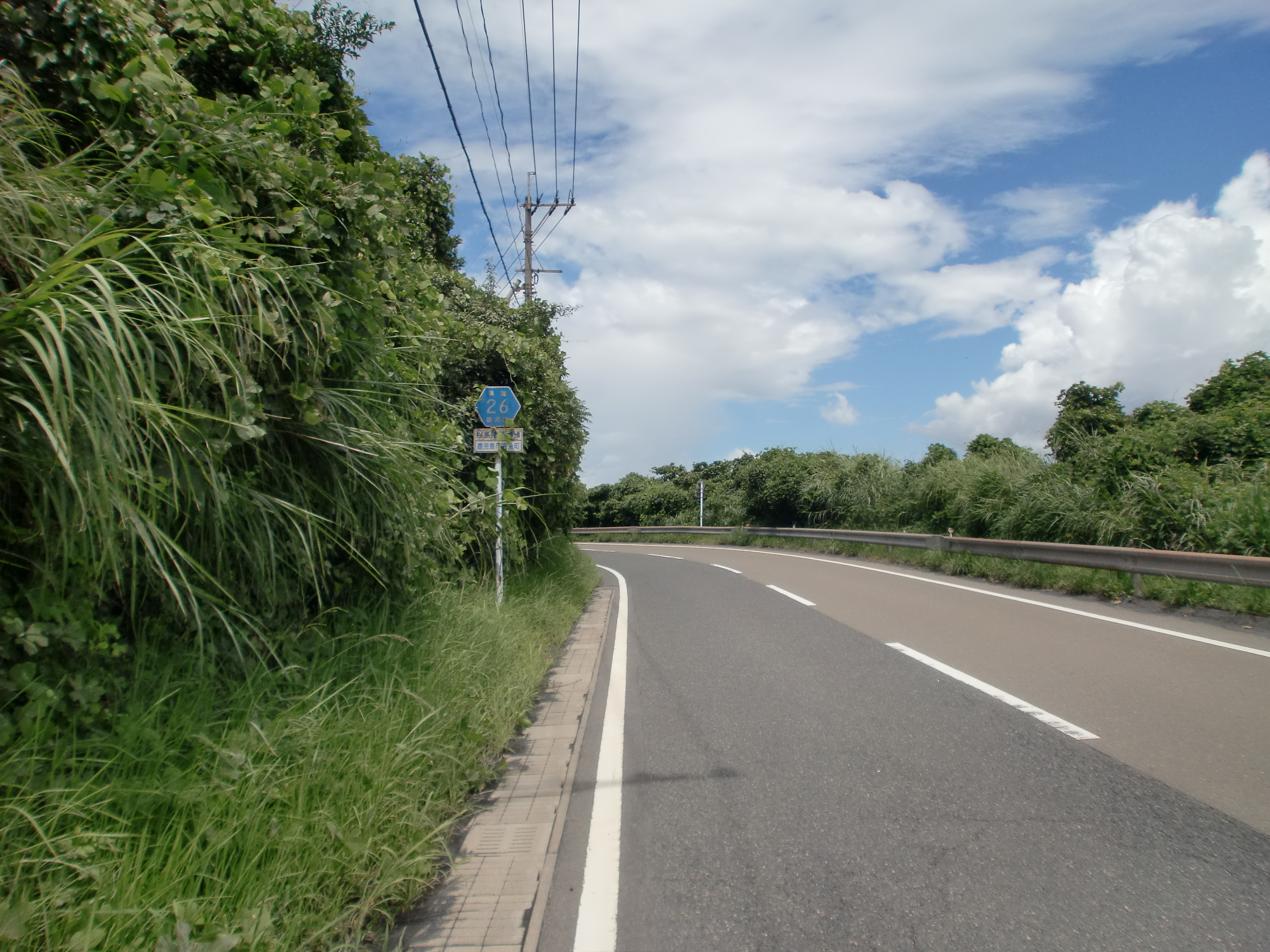
県道26号を高免町から桜島港方面に望む

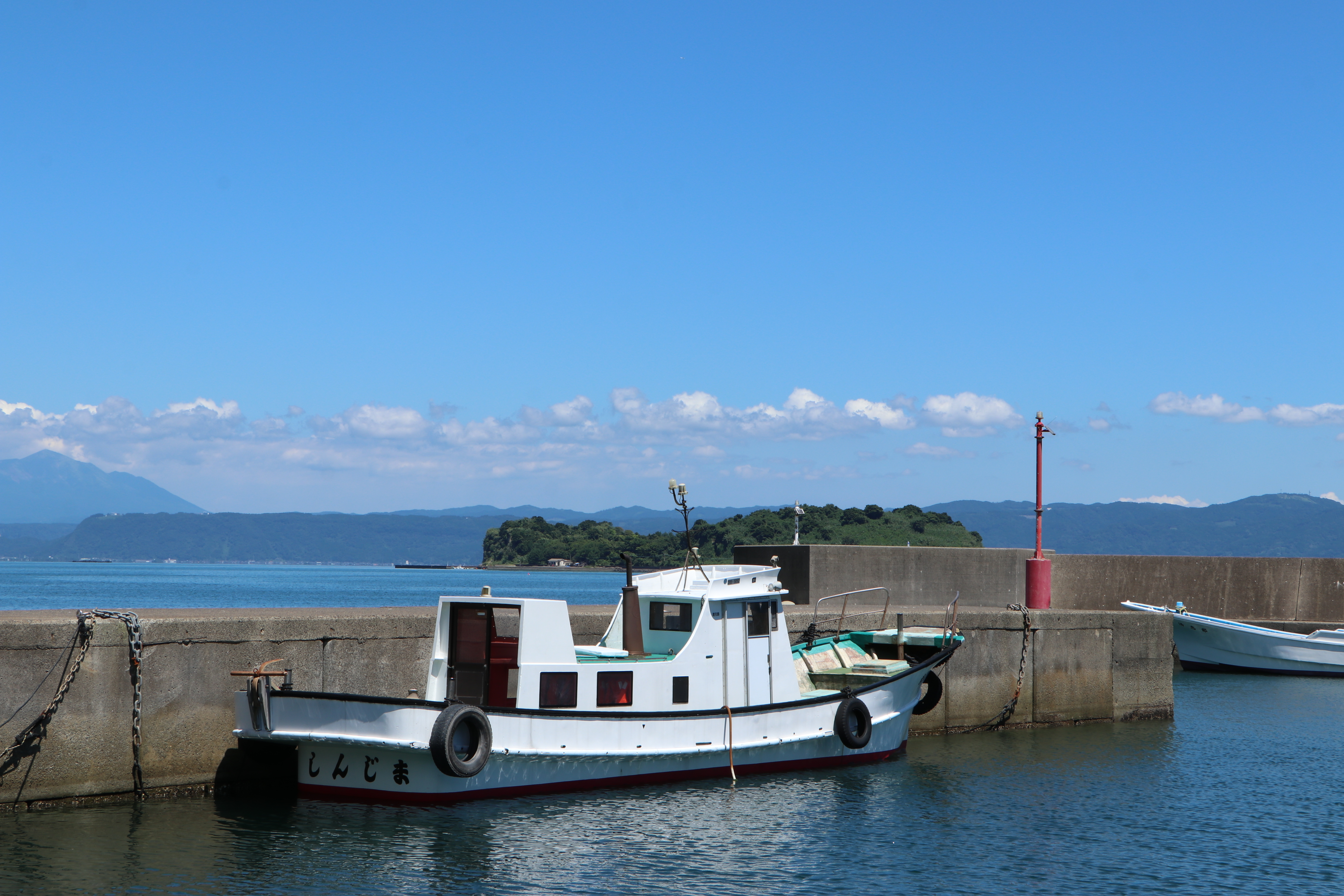
浦之前港と新島を結ぶ行政連絡船「しんじま丸」

高免町の海岸部を鹿児島県道26号桜島港黒神線が通っている。航路は浦之前港と高免町の沖にある新島との間を結ぶ行政連絡船が就航している。

### 道路
主要地方道
- 鹿児島県道26号桜島港黒神線

### 港湾
- 桜島港[56]
  - 園山地区（避難港（10番）[57]）[58]
  - 浦之前地区（避難港（11番）[57]）[58]
    - 行政連絡船「しんじま丸」：浦之前港 - 新島[55]

  - 高免地区（避難港（12番）[57]）[58]

### 路線バス
- 鹿児島市交通局
  - （70 桜島代替線）：後平 - 高免 - 高免小学校前 - 桜島新町 - 湯之浜 - 西園山 - 東園山